# Lansing (Iowa)
Lansing es una ciudad ubicada en el condado de Allamakee en el estado estadounidense de Iowa. En el Censo de 2010 tenía una población de 999 habitantes y una densidad poblacional de 326,6 personas por km².

## Geografía
Lansing se encuentra ubicada en las coordenadas 43°21′38″N 91°13′32″O / 43.36056, -91.22556. Según la Oficina del Censo de los Estados Unidos, Lansing tiene una superficie total de 3.06 km², de la cual 2.79 km² corresponden a tierra firme y (8.81%) 0.27 km² es agua.

## Demografía
Según el censo de 2010, había 999 personas residiendo en Lansing. La densidad de población era de 326,6 hab./km². De los 999 habitantes, Lansing estaba compuesto por el 98.8% blancos, el 0.1% eran afroamericanos, el 0.2% eran amerindios, el 0.4% eran asiáticos, el 0% eran isleños del Pacífico, el 0.4% eran de otras razas y el 0.1% pertenecían a dos o más razas. Del total de la población el 0.6% eran hispanos o latinos de cualquier raza.